# Coordonnées parallèles
Les coordonnées parallèles sont une technique permettant de visualiser un nombre important d'informations de façon non ambiguë.

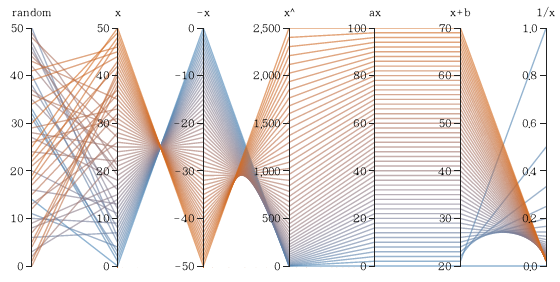
Exemple de tracé en coordonnées parallèles

## Principe
Un espace de dimension n est représenté par n axes parallèles sur un plan, chaque axe représentant une dimension.
Pour représenter un point {\displaystyle M(x_{1},x_{2},\ldots ,x_{n})} de l'espace de dimension n, on place sur les axes parallèles les points {\displaystyle M_{i}} d'ordonnée égale à sa coordonnée correspondante {\displaystyle x_{i}}. Le point M est alors représenté par la ligne brisée reliant les {\displaystyle M_{i}}.
Ainsi, le point {\displaystyle M(18,42,12)} de l'espace est représenté par une ligne brisée reliant les points {\displaystyle M_{1}(1,18),M_{2}(2,42),M_{3}(3,12)}.

## Histoire
Inventées par Maurice d'Ocagne en 1885, elles ont été redécouvertes en 1959 par Alfred Inselberg. Ce système est maintenant utilisé pour la détection de collision d'avions lors du contrôle du trafic aérien, ainsi que pour la recherche d'information lorsque celle-ci est trop volumineuse.
On trouve récemment des applications dans les systèmes de détection d'intrusions. Même s'il dépasse les limites du faible nombre d'axes du diagramme de Kiviat (dont il reprend les principes), ce graphique subit aujourd'hui des contestations au sujet de ses deux limites :
- Par habitude, le grand public se trompe en y percevant des courbes d'évolutions temporelles.
- L'ordre des dimensions impacte / perturbe les conclusions lisibles sur le graphique.

## Nombre de dimensions
Ajouter plus de dimensions dans un graphe de coordonnées parallèles (souvent abrégé en coords-|| ou PC) nécessite simplement de rajouter plus d'axes. L'intérêt des coordonnées parallèles se trouve dans le fait que certaines propriétés géométriques de plusieurs dimensions se transforment facilement en 2D. Par exemple, une série de points sur une ligne dans n-plans se transforme en une série de lignes dans les coordonnées parallèles se faisant intersection à n-1 points. Lorsque n = 2, cela montre une dualité point ↔ ligne éclairant pourquoi les fondations mathématiques des coordonnées parallèles sont développées sur une projection plutôt que dans l'espace euclidien.
Sont aussi connus les motifs correspondant aux (hyper)surfaces, courbes, plusieurs (hyper)surfaces adoucies, les proximités, les convergences et divergences ainsi que le non-orientabilité.
Il devient alors aisé de repérer les corrélations possibles entre les différents évènements (groupes de variables).